# L'home revoltat
L'home revoltat (en francès: L'Homme révolté) és un tractat filosòfic d'Albert Camus sobre la rebel·lia, o sobre com i per què al llarg de la història l'ésser humà s'aixeca contra el déu o l'amo. Publicat el 1951, examina tant la rebel·lia com la revolta, que per a Camus han de ser vistes com un mateix fenomen manifestat en l'àmbit personal i social respectivament.
Està dividida en tres parts. La primera il·lustra a partir d'autors de la literatura com el Marquès de Sade i artistes com els romàntics i surrealistes, l'anomenada "rebel·lió metafísica". El segon apartat, titulat "La rebel·lió històrica", descriu els moviments de l'emancipació social que es van alimentar gràcies al coneixement de les categories del sistema de Hegel. L'anarquisme i les lluites socials posteriors tindran així lloc en una comprensió de la rebel·lia i l'emancipació de l'ésser humà en la seva condició de servent. Finalment, l'obra dedicarà una reflexió a la relació entre "art i rebel·lió". En cadascun d'aquests apartats, s'aborden i es fan complexes les diferents formes de la rebel·lió contra els valors i principis que s'han acceptat com a immutables. Déu, moral i principis, es posen en qüestió en l'acte de la rebel·lia a favor d'una comprensió diferent, la qual ofereix un sentit aliè al dels principis superiors o divins. Per a Camus, no és la "revolució" sinó la rebel·lió constant l'esperit que mou l'individu crític, humanista i emancipador, prevenint de la tirania en nom de la llibertat.
Una de les frases més conegudes del llibre és la següent, que es troba a l'inici de l'obra:
| « | Què és un home rebel? Un home que diu no. Però negar no és renunciar: és també un home que diu sí des del seu primer moviment. (...) El rebel (és a dir, el que es torna o regira contra alguna cosa) dona mitja volta. Marxava sota el fuet de l'amo i vet aquí que fa front. Oposa el que és preferible al que no ho és. | » |

Camus apel·la a considerar la validesa humanista de l'"ètica de l'acció" (els mètodes compatibles amb els objectius). Altres temes que treballa en aquest llibre són que la novel·la és en realitat la més elevada forma de rebel·lia, i el romanticisme és més pur que qualsevol conformisme. Pel que fa al seu pensament polític, en aquest llibre afirmarà la superioritat de l'individu exercint el seu poder mitjançant associacions lliures, fent un al·legat a favor de l'anarquisme i explicant la seva superioritat sobre el marxisme com a forma de rebel·lió.
| « | [... ] el sindicat contra el partit, el municipi contra l'estat, l'individualisme solidari contra la societat de masses. | » |

## Estructura de l'obra
Dedicat per Camus al seu amic el professor Jean Grenier, el treball es divideix en una sèrie d'assajos sobre diferents tipus de revoltes agrupades per l'autor.
1. L'home rebel (L'homme révolté)
2. La rebel·lió metafísica (La révolte métaphysique)
3. La revolta històrica (La révolte historique)
4. Revolta i l'art (Revolte et art)
5. El pensament meridià (La pensée de midi)